# Sundown Jim
Pour plus de détails, voir Fiche technique et Distribution.
Sundown Jim  est un film américain réalisé par James Tinling, sorti en 1942.

## Fiche technique
- Titre : Sundown Jim
- Réalisation : James Tinling
- Assistants-réalisateur : Jasper Blystone (non crédité), Charles Hall (non crédité)
- Scénario : William Bruckner et Robert F. Metzler d'après le roman de Ernest Haycox
- Photographie : Glen MacWilliams
- Montage :  Nick DeMaggio
- Musique : Cyril J. Mockridge
- Direction artistique : Lewis H. Creber, Richard Day
- Décors : Thomas Little
- Costumes : Herschel McCoy
- Son :  Harry M. Leonard, E. Clayton Ward
- Producteur exécutif : Sol M. Wurtzel
- Société de production : Twentieth Century Fox
- Société de distribution : Twentieth Century Fox
- Pays de production :  États-Unis
- Langue : Anglais américain
- Format : Noir et blanc — 35 mm — 1,37:1 — Son : Mono (RCA Sound System)
- Genre : Western, Film d'aventure, Film d'action
- Durée : 63 minutes
- Date de sortie : 
  - États-Unis : 27 mars 1942

## Distribution
- John Kimbrough : Sundown Jim Majors
- Virginia Gilmore : Tony Black
- Arleen Whelan : Catherine Barr
- Joe Sawyer : Ben Moffitt
- Paul Hurst : Broderick
- Moroni Olsen : Andrew Barr
- Don Costello : Dobe Hyde
- LeRoy Mason : Henchman Brick
- Lane Chandler : Nat Oldroyd
- James Bush (en) : Ring Barr
- Charles Tannen (en) : Dan Barr
- Cliff Edwards : le propriétaire de l'écurie
- Paul Sutton (en) : l'homme de main de Dale
- Eddy Waller : Clem Black
- Tom Fadden : le conducteur de la diligence
- Frank McGrath : le hors-la-loi